# 圓盲蛇
圓盲蛇屬（學名：Cyclotyphlops）是蛇亞目盲蛇科下的一個單型屬，屬下只有圓盲蛇（學名：C. deharvengi）一個品種，主要分布於蘇拉威西島、印尼。目前未有任何亞種被確認。

## 備註
1. ↑  McDiarmid RW、Campbell JA、Touré T：《Snake Species of the World: A Taxonomic and Geographic Reference, vol. 1》頁511，Herpetologists' League，1999年。ISBN 1-893777-00-6
2. ↑  . ITIS. 2007  [29 August, 2007].

## 外部連結
- （英文）TIGR爬蟲類資料庫：圓盲蛇（页面存档备份，存于）